# Los Nopalitos (Teksas)
Los Nopalitos je naseljeno mjesto za statističke potrebe u američkoj saveznoj državi Teksas. Prema popisu stanovništva iz 2010. u njemu je živjelo 62 stanovnika.